# Absolutismo

O monarca que simboliza a ordem absolutista é Luís XIV de França, conhecido como Rei-Sol.

Absolutismo é um termo utilizado para caracterizar as monarquias europeias do Antigo Regime. Essa ideia defende que, na Época Moderna, o poder estava inteiramente concentrado nas mãos do monarca, o qual governava de forma despótica e independente de outros grupos políticos através do direito divino dos reis.

## Origem do termo “absolutismo”
O termo absolutismo originou-se na França, por volta dos anos finais do século XVIII. Enquanto um sinônimo de despotismo, o conceito de absolutismo era mobilizado, durante o período revolucionário francês, para criticar as monarquias do Antigo Regime. É um termo, portanto, de valor negativo.
O termo absolutismo foi incorporado entre as classes liberais europeias do século XIX, sempre utilizado enquanto uma crítica ao sistema monárquico. Na Espanha da década de 1820, por exemplo, foi muito utilizado durante a chamada Revolução de Cádiz, processo político que visava restituir a Constituição de Cádiz - de caráter liberal. Nesse caso, a palavra absolutismo servia como uma ofensa dos grupos liberais às políticas do rei Fernando VII.
Nesse sentido, o termo nunca foi utilizado no auge da Época Moderna, entre os séculos XV e XVIII. A ideia de absolutismo foi consolidada pela historiografia do século XIX, marcada pelas ideias liberais e positivistas. Por isso, muitos historiadores contemporâneos defendem o abandono do termo, visto que ele não foi utilizado no tempo que designa - funcionando mais como uma defesa das ideias liberais através da depreciação das monarquias modernas do que uma análise histórica completa de como, de fato, funcionavam.

## O absolutismo na Europa
Nunca existiu um monarca absolutista no Antigo Regime. Ou seja, que tivesse todo poder para si. De fato ocorre, a partir do século XVI, um fortalecimento da figura dos monarcas na Europa, os quais eram detentores do poder absoluto. Poder absoluto não deve ser entendido, porém, como uma centralização completa do poder político, mas sim que os reis eram a principal autoridade daquelas sociedades. Haviam, porém, diversos grupos poderosos que tinham muita influência na política, a exemplo das famílias nobres que integravam as Cortes. Segundo o historiador John Elliott, “Não se punha, portanto, a questão de governar acima das facções [grupos nobres com muita influência e poder]. A arte da governação [no Antigo Regime] consistia em governar através delas”. O que variou, portanto, nessa época, era o nível de centralização imposta pelo monarca, mas que nunca tornou-se um monopólio do poder. 

### Portugal

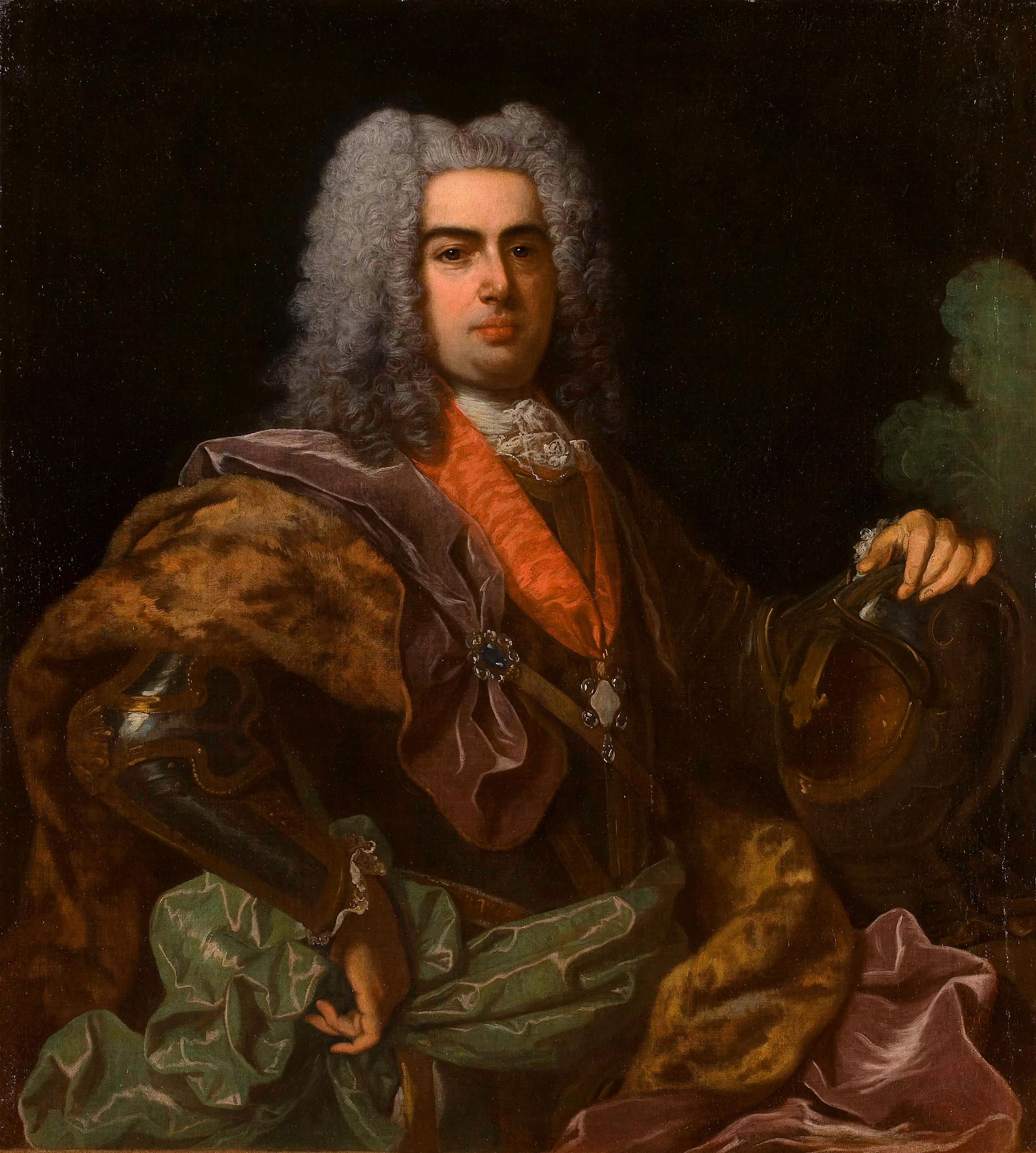
Retrato de Dom João V, apelidado de O Rei-Sol português devido a seu autoritarismo.

Em Portugal, a monarquia era limitada por uma série de grupos poderosos, a exemplo das famílias nobres da Corte e da Igreja Católica, através de seu influente padroado e da Inquisição. Alguns teóricos, como António Manuel Hespanha, caracterizam a sociedade portuguesa como um Estado Jurisdicional. Ou seja, um sistema político no qual o rei é a principal autoridade política, mas que não governa de forma autocrática, sendo responsável por conciliar os interesses das facções poderosas e conservar seus privilégios. Nesse sentido, a política portuguesa do Antigo Regime não pode ser caracterizada como absolutista, possuindo diversos centros de poder. Logo, reis como Dom Manuel I ou Dom João V, por muito tempo taxados como monarcas absolutistas, não podem ser entendidos dessa forma - apesar de centralizarem mais o poder durante seus reinados.

### Espanha

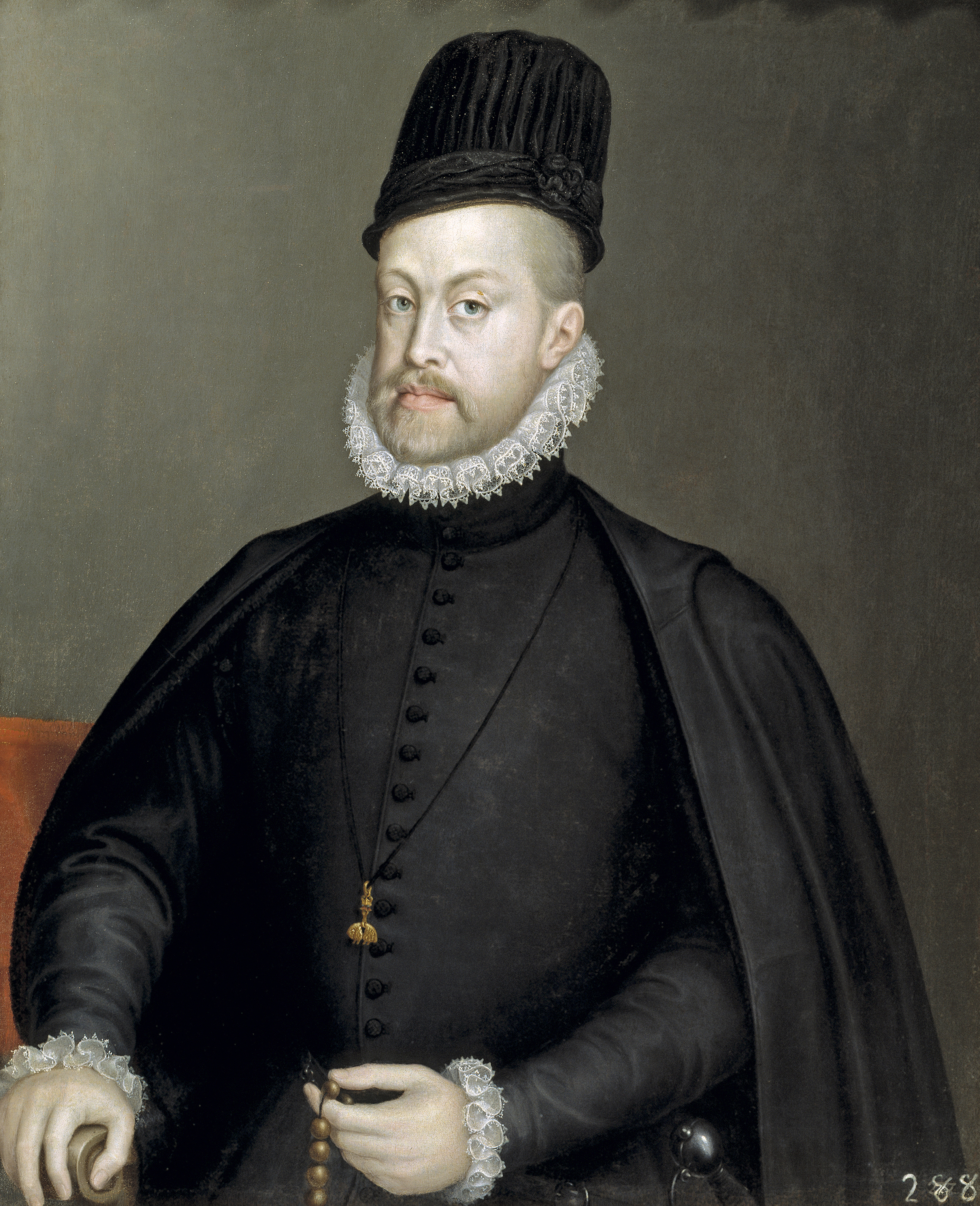
Filipe II foi um dos monarcas mais poderosos da história espanhola.

A Monarquia Hispânica nasceu com o casamento, em 1469, da rainha Isabel I de Castela com o rei Fernando de Aragão, finalizando o processo da chamada Reconquista ibérica. Com a expansão marítima, permitindo o extremo enriquecimento, a Espanha tornou-se a principal potência política e econômica do século XVI. Mesmo assim, nunca instaurou-se um Estado absolutista espanhol. Mesmo no reinado de poderosos monarcas, a exemplo de Carlos V e Filipe II, era necessário levar em consideração os interesses da nobreza cortesã, dos conselhos locais de seus territórios (como da Catalunha, Aragão, Castela e, no auge territorial, dos Países Baixos, Nápoles e até mesmo Portugal), da Igreja Católica e seu tribunal do Santo Ofício, além dos vice-reinados coloniais. Nesse sentido, intelectuais contemporâneos, como o historiador John Elliott, classificam a Monarquia Hispânica do Antigo Regime como uma Monarquia Compósita, na qual se firmava contratos mútuos entre a Coroa e as classes provinciais dirigentes.

### França

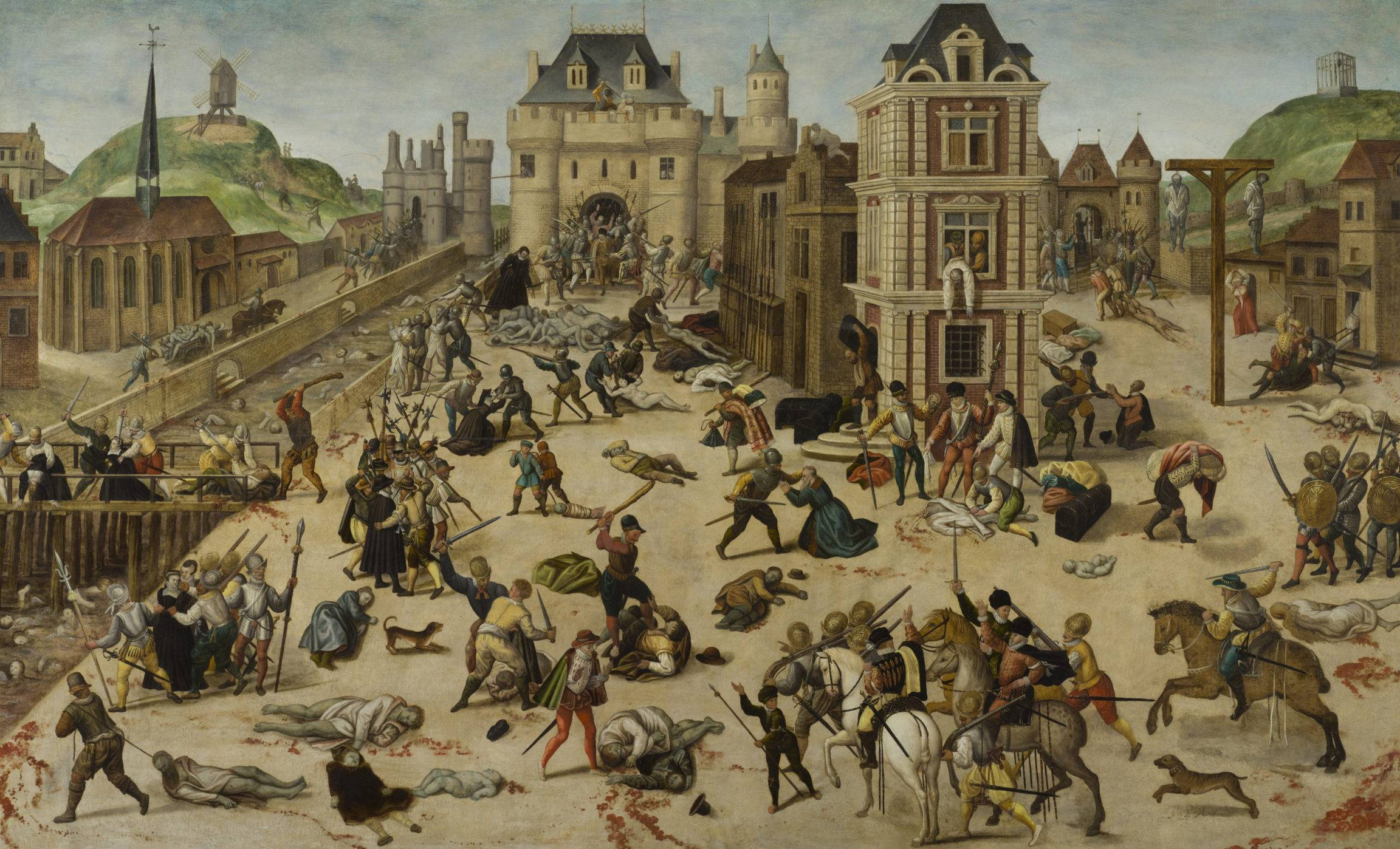
Representação do Massacre da Noite de São Bartolomeu, um dos episódios mais sangrentos da Guerra de Religião na França.

No caso francês, a Época Moderna é muito mais complexa do que a definição tradicional de absolutismo. No século XVI, apesar da soberania pertencer à Dinastia Valois, era necessário conformar os interesses de famílias nobres, como os Guise, Montmorency, Condé, Coligny e Bourbon, as quais eram detentoras de terras, armas e muita influência política. Também no século XVI, pastores calvinistas de Genebra começam a pregar na França, convertendo diversos indivíduos - os chamados “huguenotes”. Entre os convertidos, encontravam-se as famílias Bourbon, Coligny e Condé. Ou seja, as tensões políticas entre as famílias nobres acentuaram-se por conta da questão religiosa, fazendo eclodir, em 1562, as Guerras de Religião na França. Esses conflitos abalariam completamente a França no fim do XVI, produzindo episódios extremamente violentos, a exemplo do Massacre da Noite de São Bartolomeu. No ano de 1589, em decorrência de casamentos com os Valois, Henrique de Bourbon converteu-se ao catolicismo e assumiu como Rei da França, tornando-se Henrique IV. A publicação do Édito de Nantes, a qual reconhecia o catolicismo como religião oficial francesa mas que entregava liberdade de consciência aos calvinistas, deu fim ao conflito.

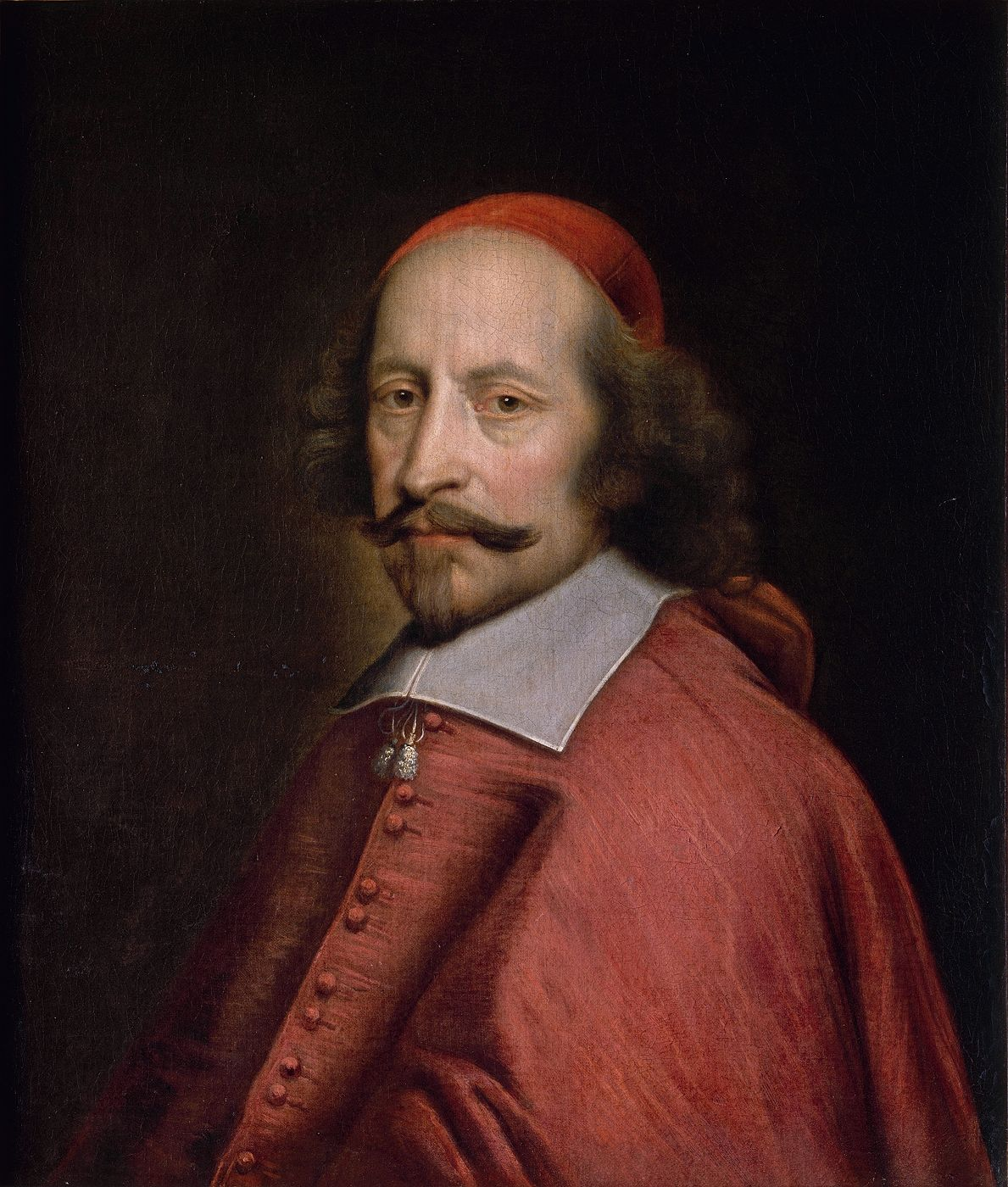
Retrato do Cardeal Mazarino, favorito dos reinados de Luís XIII e - no início - de Luís XIV, principal responsável pela Fronda.

Para evitar novas tensões entre as famílias, a monarquia francesa passou por um processo gradual de centralização política ao longo do século XVII. Essa maior centralização era simbolizada pela figura do favorito-do-rei, uma espécie de "primeiro-ministro" com uma série de atribuições políticas e que se sobrepunha às famílias nobres. Na França, a insatisfação com os governos dos favoritos de Luís XIII, o Cardeal de Richelieu e, posteriormente, o Cardeal Mazarino, somada à crise econômica decorrente da participação da França na Guerra dos 30 Anos, produziu, entre 1648 e 1653, as Revoltas da Fronda.
Esses levantes seriam inteiramente contidos apenas no reinado de Luís XIV, o qual produziu uma centralização ainda maior do poder político. De fato, Luís XIV foi o monarca que mais se aproximou do absolutismo, governando sem a figura de um favorito. Entre 1661, quando faleceu o Cardeal Mazarino, e 1715, Luís XIV influenciou diretamente no clero francês e na nobreza, diminuindo muito o poderio dos parlamentos regionais franceses. Apesar de ser o monarca moderno mais autoritário, nem mesmo Luís XIV governava sozinho. Seu Conselho Real, composto pelos sujeitos que mais confiava - como Jean-Baptiste Colbert e o marquês de Louvois -, tinha influência no controle das finanças e dos exércitos. A célebre frase O Estado sou eu, comumente atribuída a Luís XIV, muito provavelmente não foi dita pelo monarca, servindo como uma representação pitoresca feita por opositores à monarquia no século XIX. Uma melhor caracterização do governo de Luís XIV seria, segundo o historiador Daniel Pimenta Oliveira de Carvalho: "A vontade do soberano é materializada e exercida mediante seu Conselho de ministros".

### Inglaterra
A história inglesa é marcada por uma forte tensão entre os Lords, membros da nobreza e integrantes do Parlamento, e a Coroa. No reinado de Elizabeth I, essas tensões foram bem contidas, sendo a rainha uma ótima conciliadora dos interesses das elites.
Com a morte de Elizabeth I, quem assumiu o trono inglês foi Jaime I, membro da dinastia Stuart, o qual também era rei da Escócia.  Em seu reinado, também adotou uma postura conciliadora entre as elites inglesas, escocesas e irlandesas, visto as tensões políticas e religiosas existentes entre essas regiões. Ainda assim, Jaime I era um forte defensor do direito divino dos reis, afirmando que o poder absoluto dos reis era perfeito em si mesmo. Nesse sentido, evitou convocar o Parlamento sempre que possível, frequentemente reafirmando seu poderio em relação aos nobres. Um exemplo disso é o juramento de fidelidade por ele imposto após a Conspiração da Pólvora, tentativa de assassinato contra Jaime I. Apesar disso, nunca aplicou um absolutismo de fato. 

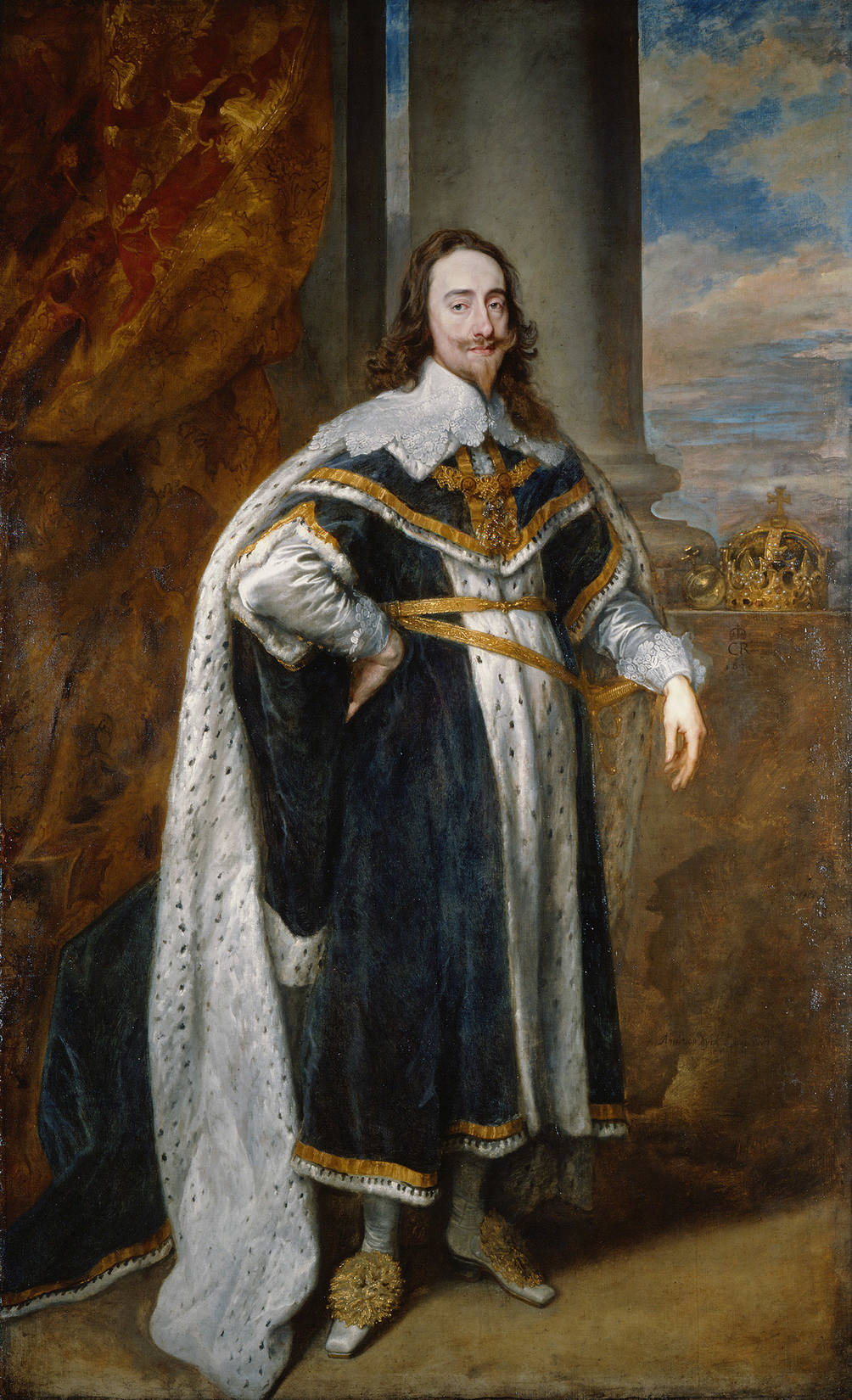
Retrato de Carlos I, cujo autoritarismo produziu a Guerra Civil Inglesa.

Seu filho, Carlos I, foi ainda ainda mais autoritário. Protestante ferrenho, entrou na Guerra dos 30 Anos para lutar contra o Sacro-Império Romano Germânico e a Espanha dos Habsburgo. Para arcar com os custos do conflito, os aumentou impostos. Além disso, impôs a religião anglicana em todas as partes de seu reinado. Tais políticas geraram insatisfação popular e aumentaram as tensões com os nobres parlamentares. Importante ressaltar que, no reinado de Carlos I, o Parlamento foi convocado pouquíssimas vezes. As tensões sociais e políticas eram tantas que, em 1642, estourou a Guerra Civil Inglesa entre monarquistas e parlamentares, a qual terminou, em 1649, com a vitória parlamentar, sacramentada pela deposição e execução de Carlos I. Apesar de seu autoritarismo, Carlos I ainda dependia da nobreza para a composição do orçamento do reino, impedindo que instaurasse, apesar de suas intenções, uma ordem inteiramente absolutista.
Ou seja, mesmo em períodos mais autoritários, nunca vigorou um absolutismo na Inglaterra. A Revolução Gloriosa, na qual Guilherme de Orange assumiu a Coroa inglesa, marcou um momento de limitação maior do poder monárquico, fazendo com que o Parlamento, antes convocado pelo Rei, se tornasse uma instituição permanente do Estado inglês.

## Teorias do absolutismo
Entre os séculos XVI e XXI, diversos intelectuais discorreram sobre a questão do poder absoluto dos monarcas do Antigo Regime.   

### Nicolau Maquiavel

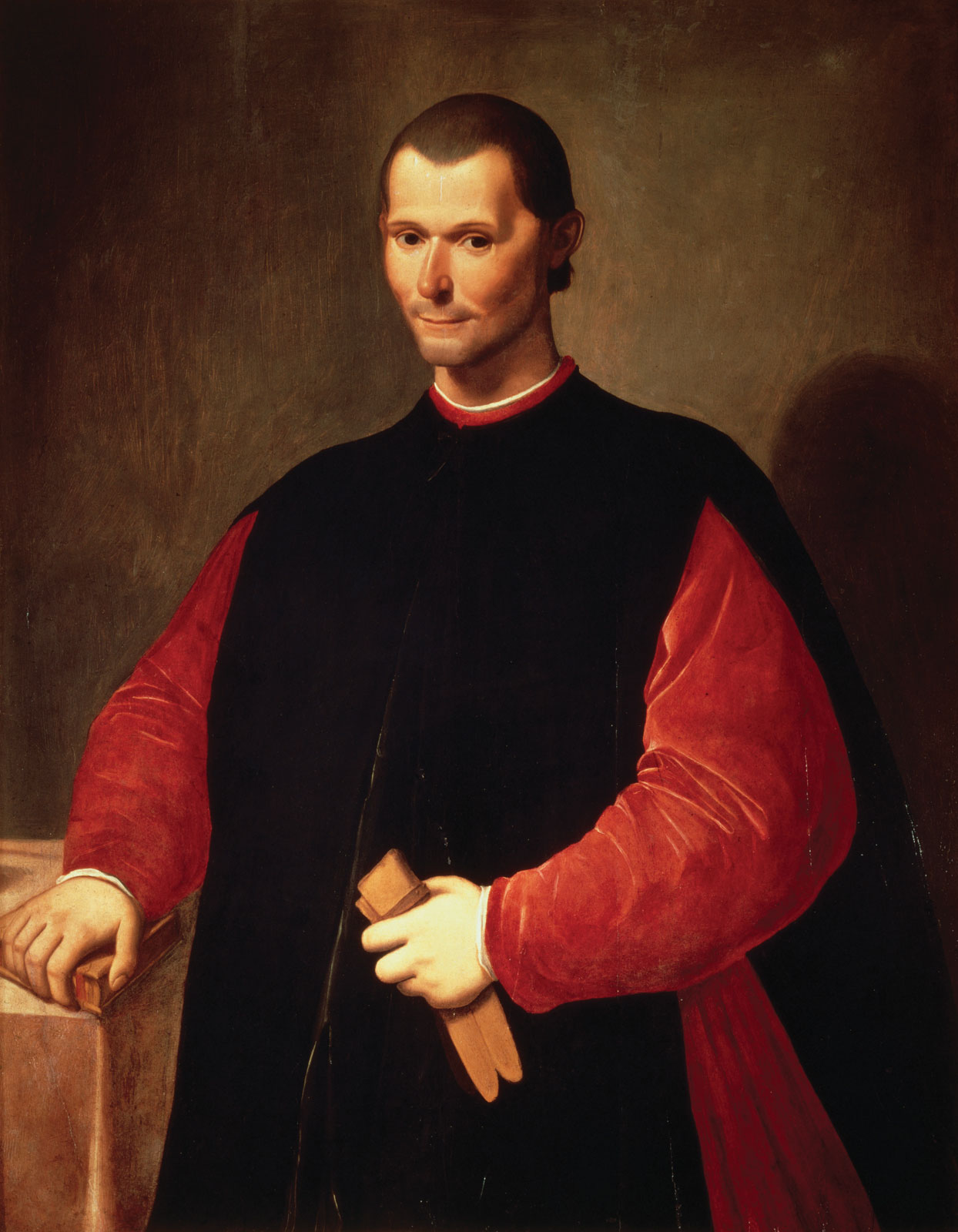
Retrato de Nicolau Maquiavel, um dos grandes pensadores renascentistas.

Algumas interpretações historiográficas acerca da principal obra de Nicolau Maquiavel, O Príncipe, classificam-no como um defensor de uma maior concentração de poder por parte dos monarcas. Neste livro, Maquiavel discorre sobre a forma ideal de garantir a manutenção da ordem social por parte do governante, afirmando a utilização de meios como a extrema coerção. Ainda assim, outros intelectuais, através da interpretação de O Príncipe e de outras obras de Maquiavel, qualificam-no como um defensor do Republicanismo florentino. Logo, não há como afirmar que Maquiavel era um absolutista.

### Jean Bodin
O jurista francês Jean Bodin foi, por muito tempo, compreendido como um absolutista. Em sua célebre obra Os seis livros da República, Bodin discute a forma ideal de organização política de uma sociedade. Para ele, os reis deveriam ser detentores do poder absoluto. Em outras palavras, deveriam ser soberanos, com capacidade de criação de leis mas sem que necessariamente estejam sujeitos à elas. Isso não significa, porém, que o monarca não possuísse limitações: deveria obedecer às leis divinas e naturais, alinhando suas políticas à elas. Bodin, portanto, apesar de ter inspirado diversos defensores da maior centralização monárquica, não é simplesmente um absolutista. Entendê-lo dessa forma é uma simplificação de sua teoria política. 

### Jacques Bossuet
Outro sujeito extremamente atrelado ao absolutismo é o Bispo Jacques Bossuet. Contemporâneo de Luís XIV, foi um ávido defensor do Rei-Sol, escrevendo principalmente sobre a possibilidade de interferência do monarca na Igreja francesa. Em 1682, escreveu uma declaração, em nome do clero francês, que estabelecia a impotência do Papa em relação ao poder temporal do Rei, reivindicando que o papado aceitasse que Luís XIV fosse o responsável pela nomeação de bispos. O clero francês, seguindo a lógica de Bossuet, atuaria como representante da monarquia, e não do papado. Ele, portanto, era um defensor do que convencionou-se chamar de direito divino dos reis.   

### Thomas Hobbes

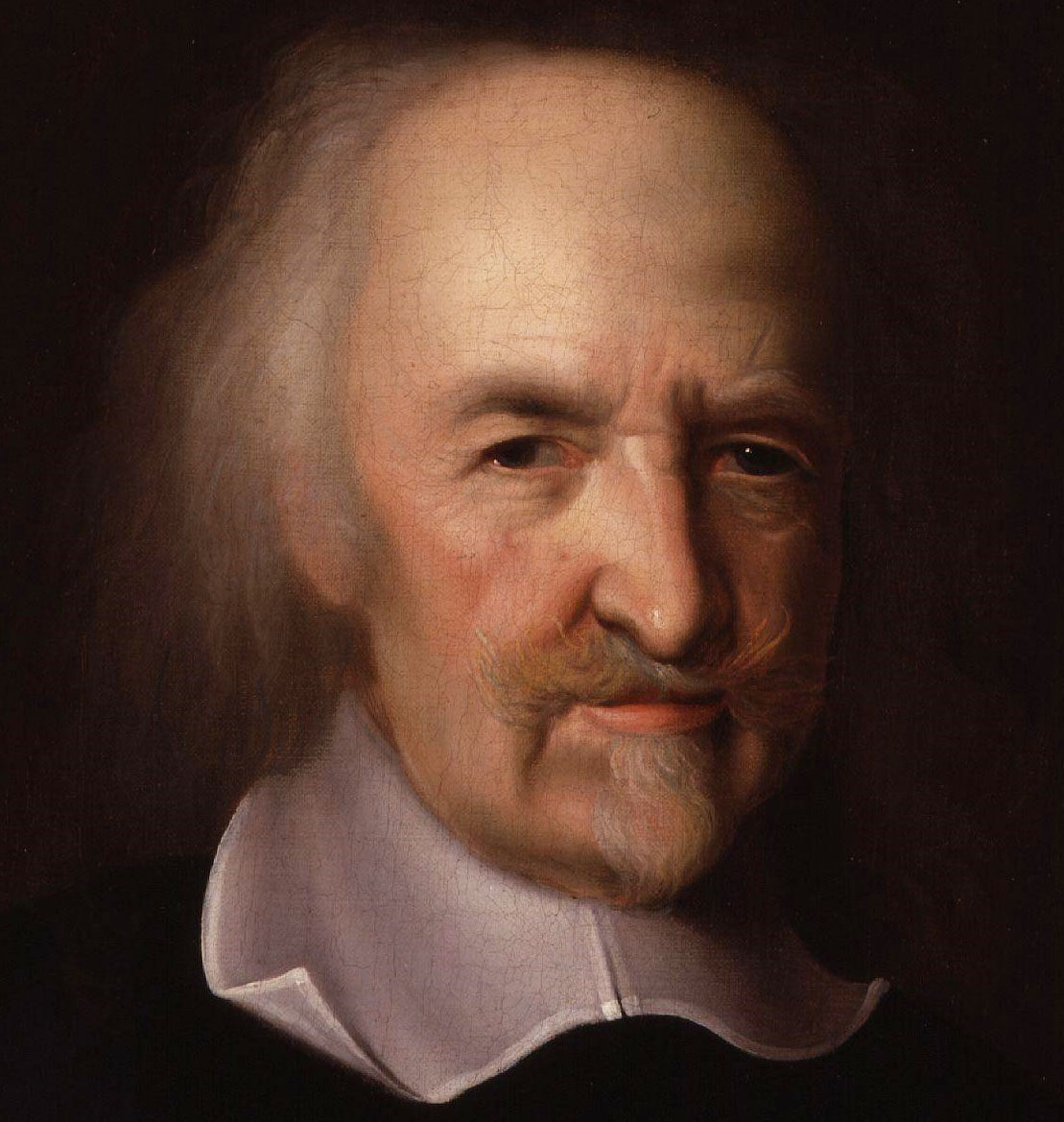
Retrato de Thomas Hobbes, um dos mais importantes filósofos do contratualismo.

Por muito tempo, o filósofo contratualista Thomas Hobbes foi considerado como o principal teórico do absolutismo, simbolizado por sua obra O Leviatã. Esse livro foi escrito durante o desenrolar da Guerra Civil Inglesa, período de grande instabilidade política e social na Inglaterra - terra-natal de Hobbes. Neste conflito, ele era um defensor da Monarquia de Carlos I, afirmando que o poder do rei era absoluto. Entretanto, Hobbes afirma que a origem do poder do rei não vem do direito divino, uma das bases do absolutismo, mas sim do contrato social. Ou seja, a sociedade precisa de um soberano para governá-la, mas este soberano só é detentor de poder por um consenso dos indivíduos que compõem o corpo social. Nesse sentido, resumir a complexa teoria política de Hobbes ao absolutismo é uma simplificação de suas ideias.  

### François Guizot
Historiador e político da França no início do século XIX, François Guizot utilizava o termo absolutismo para designar o fortalecimento das monarquias entre os séculos XVI e XVIII. Na historiografia de Guizot, absolutismo era empregado de forma a depreciar os sistemas políticos do Antigo Regime, valorizando a Revolução Francesa e a forma política que ela instaurou.

### Perry Anderson

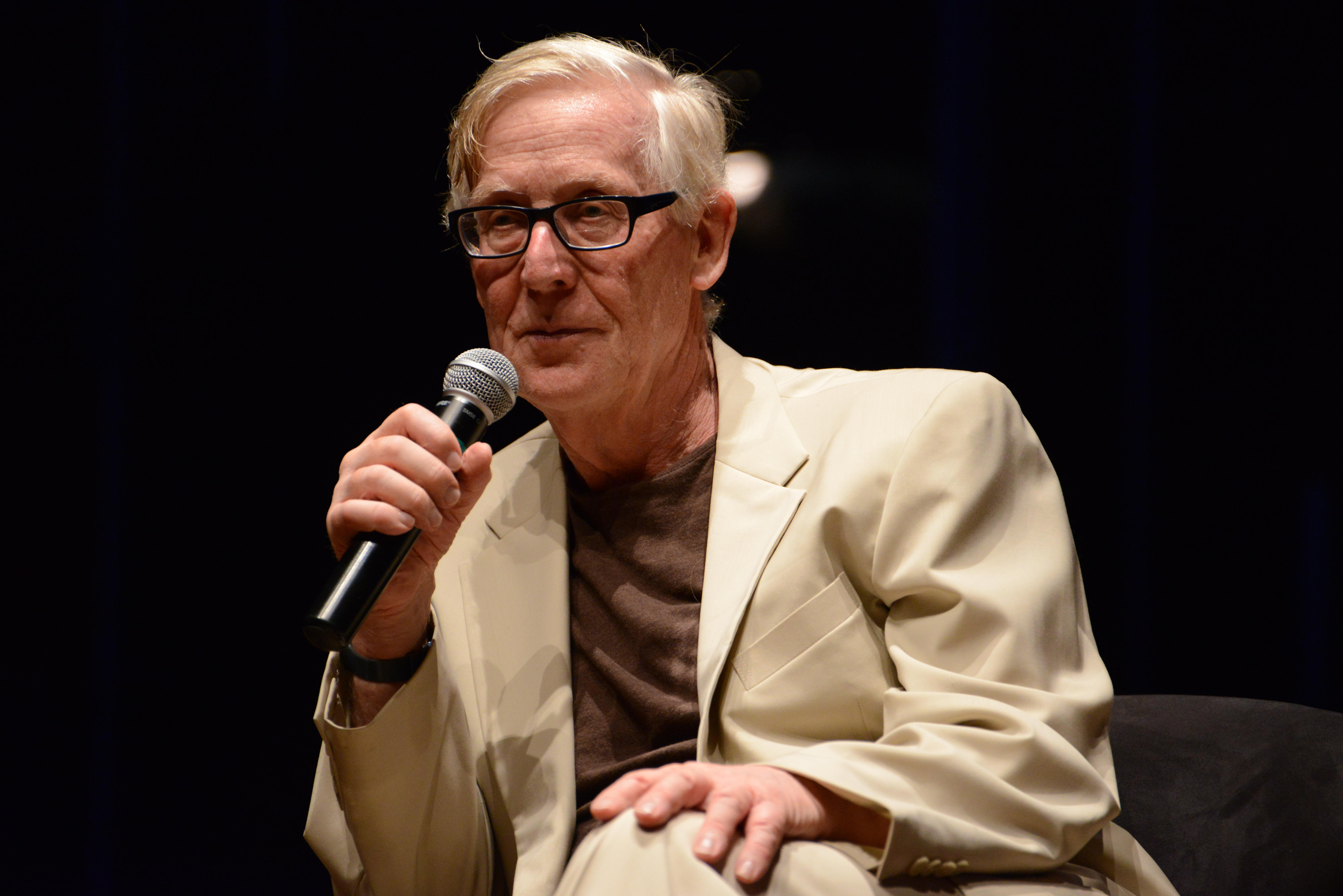
Fotografia de Perry Anderson, um dos mais importantes historiadores do século XX.

Perry Anderson, historiador marxista britânico, também refletiu sobre o Estado Absolutista. Utilizando como base a ideia de luta de classes, Anderson argumentou que, apesar de apresentar diferenças em relação ao feudalismo medieval, a classe dominante da Europa Moderna seguia sendo a nobreza, a qual explorou o maior poderio da Coroa para garantir a manutenção de seus interesses. Para o historiador, esse fortalecimento do monarca se deu justamente para aumentar a capacidade de coerção de possíveis revoluções sociais camponesas, mantendo a nobreza no poder. Este mesmo Estado, porém, foi o que possibilitou o desenvolvimento estrutural do capitalismo, fazendo ascender a classe burguesa mercantil.

### John Elliott
John Elliott, historiador britânico e especialista em Espanha no Antigo Regime, é um dos principais críticos à ideia de absolutismo. Percebendo a atuação e influência política das cortes espanholas dos séculos XVI e XVII, Elliott propõe a caracterização da Monarquia Hispânica como uma Monarquia Compósita. Ou seja, de um sistema político no qual a Coroa, apesar de ser o centro do qual emana o poder, precisa estabelecer contratos mútuos com as classes dirigentes. Em outras palavras, o monarca precisa levar em consideração os interesses dos grupos poderosos para a condução de suas políticas, jamais governando de forma completamente individual.

### António Manuel Hespanha
António Manuel Hespanha, historiador português e especialista em Portugal do Antigo Regime, também critica a ideia de absolutismo, defendendo o conceito de Estado Jurisdicional. Ao analisar as jurisdições de diversos grupos poderosos daquele período, a exemplo dos nobres ou da Igreja, Hespanha percebeu que haviam certas legislações formuladas por essas instituições sem a tutela do monarca, além da existência de uma série de privilégios que não eram alterados pelo rei. Nesse sentido, as monarquias modernas, enquanto estados jurisdicionais, possuíam superioridade política, mas não exclusividade do poder, o qual estava esparso em diversos grupos sociais que possuíam suas próprias jurisdições. A verdadeira função do rei, sob essa perspectiva, é conciliar os interesses destes grupos com os seus próprios, mantendo a ordem política.